# Waveney (District)
Waveney war ein Distrikt (englisch district) in der Grafschaft Suffolk in England. Verwaltungssitz war Lowestoft, weitere bedeutende Orte waren Beccles, Bungay, Halesworth und Southwold. Bei der Volkszählung 2011 wurden 115,254 Einwohner gezählt, nach einer offiziellen Schätzung für 2017 waren es 117,900.

## Geschichte
Der Bezirk wurde mit Inkrafttreten des Local Government Act am 1. April 1974 gebildet und entstand aus dem Zusammenschluss der Municipal Boroughs Beccles, Lowestoft und Southwold, der Urban Districts Bungay und Halesworth, des Rural Districts Wainford und eines Teils des Rural Districts Lothingland. Aufgrund einer im Mai 2018 erlassenen Verordnung wurde Waveney zum 1. April 2019 mit dem südlich angrenzenden Suffolk Coastal zum neuen District East Suffolk zusammengeschlossen.

## Gemeinden
Im Dezember 2018 bestanden auf dem Gebiet des Distrikts die folgenden 59 Gemeinden (Parishes):
| - All Saints and St Nicholas, South Elmham - Barnby - Barsham - Beccles - Benacre - Blundeston - Blyford - Brampton with Stoven - Bungay - Carlton Colville - Corton - Covehithe - Ellough - Flixton, Lothingland Ward - Flixton, The Saints Ward | - Frostenden - Gisleham - Halesworth - Henstead with Hulver Street - Holton - Kessingland - Lound - Lowestoft - Mettingham - Mutford - North Cove - Oulton - Oulton Broad - Redisham - Reydon - Ringsfield | - Rumburgh - Rushmere - Shadingfield - Shipmeadow - Somerleyton, Ashby and Herringfleet - Sotherton - Sotterley - South Cove - Southwold - Spexhall - St Andrew, Ilketshall - St Cross, South Elmham - St James, South Elmham - St John, Ilketshall - St Lawrence, Ilketshall | - St Margaret, Ilketshall - St Margaret, South Elmham - St Mary, South Elmham otherwise Homersfield - St Michael, South Elmham - St Peter, South Elmham - Uggeshall - Wangford with Henham - Westhall - Weston - Willingham St Mary - Wissett - Worlingham - Wrentham |